# مقاطعة كومو
مقاطعة كُومَة أو كومو (بالإيطالية: Provincia di Como)‏، مقاطعة في الجزء الشمالي إقليم لومبارديا في شمال إيطاليا عاصمتها مدينة كومو، عدد سكانها 560.941 نسمة ومساحتها 1288 كيلومتر مربع وبها 162 مدينة وبلدة وقرية.
يحدها شمالا سويسرا، وشرقا مقاطعة سُندرية ومقاطعة ليكو وجنوبا مقاطعة ميلانو ومقاطعة منزة وبريَنسة، وغربا مقاطعة فريزة.
| المدينة         | الاسم بالإيطالية | السكان |
| --------------- | ---------------- | ------ |
| كومو            | Como             | 83,144 |
| كانتو           | Cantù            | 36,742 |
| ماريانو كومينسي | Mariano Comense  | 21,844 |
| إربا            | Erba             | 16,874 |
| أولجاتي         | Olgiate Comasco  | 10,893 |